# Amaranthus cannabinus
Amaranthus cannabinus är en amarantväxtart som först beskrevs av Carl von Linné, och fick sitt nu gällande namn av J. D. Sauer. Amaranthus cannabinus ingår i släktet amaranter, och familjen amarantväxter. Inga underarter finns listade i Catalogue of Life.

## Bildgalleri

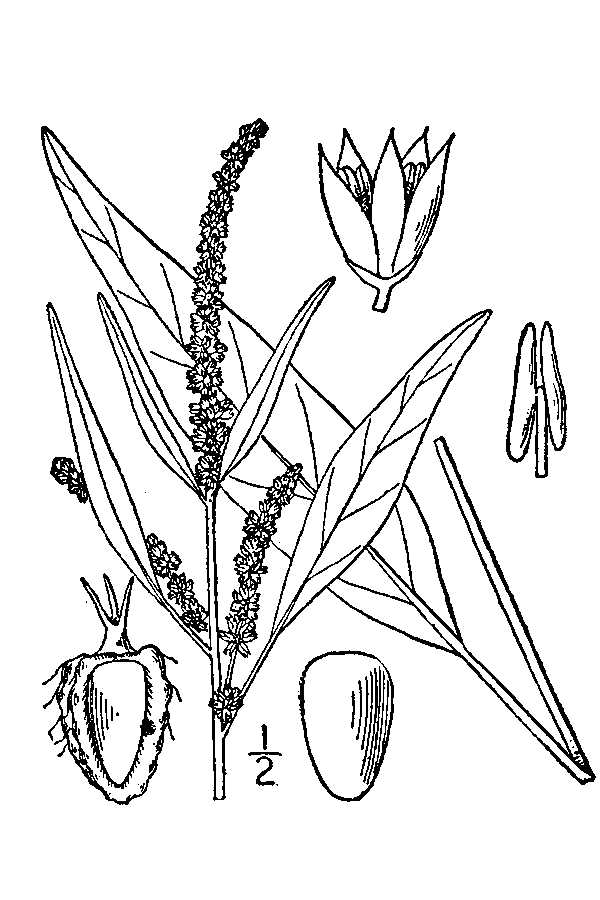